# Ernani Pereira
Ernani Pereira (Belo Horizonte, 1978. január 22. –) honosított azeri brazil labdarúgóhátvéd.

## Válogatott
2006. október 7-én mutatkozott be az azeri válogatottban egy Portugália elleni mérkőzésen.

## Statisztika
| Klub     | Klub              | Klub             | Bajnokság | Bajnokság | Kupa  | Kupa | Nemzetközi | Nemzetközi | Összes | Összes |
| Szezon   | Klub              | Bajnokság        | Mérk.     | Gól       | Mérk. | Gól  | Mérk.      | Gól        | Mérk.  | Gól    |
| -------- | ----------------- | ---------------- | --------- | --------- | ----- | ---- | ---------- | ---------- | ------ | ------ |
| 2003–04  | Konyaspor         | Süper Lig        | 9         | 0         | 2     | 0    | —          | —          | 11     | 0      |
| 2004–05  | Konyaspor         | Süper Lig        | 12        | 1         | 1     | 0    | —          | —          | 13     | 1      |
| 2005-06  | FK Karvan         | Premier League   | 26        | 1         |       |      |            |            | 26     | 1      |
| 2006-07  | FK Karvan         | Premier League   | 16        | 0         |       |      | 4          | 0          | 20     | 0      |
| 2006-07  | Orduspor          | TFF First League | 16        | 0         |       |      | —          | —          | 16     | 0      |
| 2007-08  | FK Karvan         | Premier League   | 13        | 0         |       |      | —          | —          | 13     | 0      |
| 2008–09  | FK Karvan         | Premier League   | 24        | 0         |       |      | —          | —          | 24     | 0      |
| 2009–10  | FK Karvan         | Premier League   | 22        | 1         |       |      | —          | —          | 22     | 1      |
| 2010–11  | Mersin İdmanyurdu | TFF First League | 17        | 0         | 1     | 0    | —          | —          | 18     | 0      |
| Összesen | Törökország       | Törökország      | 54        | 1         | 4     | 0    | 0          | 0          | 58     | 1      |
| Összesen | Azerbajdzsán      | Azerbajdzsán     | 101       | 2         |       |      | 4          | 0          | 105    | 2      |
| Összesen | Összesen          | Összesen         | 155       | 3         | 4     | 0    | 4          | 0          | 163    | 3      |